# Platypygus bellus
Platypygus bellus är en tvåvingeart som beskrevs av Friedrich Hermann Loew 1869. Platypygus bellus ingår i släktet Platypygus och familjen svävflugor. Inga underarter finns listade i Catalogue of Life.